# 持明院基親
持明院 基親 （じみょういん もとちか）は、室町時代中期の公卿。左兵衛督・持明院基清の子。官位は正三位・右兵衛督。持明院家11代。

## 官歴
『公卿補任』による
- 時期不明：右近衛中将
- 応永17年（1410年） 正月某日：従三位、非参議。12月30日：右兵衛督
- 応永19年（1412年） 正月5日：正三位
- 応永21年（1414年） 3月16日：止督
- 応永26年（1419年） 6月21日：出家。7月23日：薨去

## 系譜
- 父：持明院基清
- 母：不詳
- 生母不明の子女
  - 男子：持明院基繁（?-?）
  - 女子：西園寺実永室[1]
  - 女子：徳大寺実盛室[1]